# リイドカフェ
リイドカフェは、2013年よりリイド社が運営するウェブコミック配信サイト。

## 概要
2013年よりリイド社の公式サイト内にオープン。当初はおまけページのような扱いだったが、連載が増えたことにより、2014年11月より単独のサイトとしてリニューアル。
近年では他社が出版をためらうような奇抜な作品を出版したりと、コアな漫画読者に向けたサービスを行っており、SNSで話題を呼んでいる。
中高年の男性に向けた作品が多い印象のリイド社の中で、「無差別級」を謳い、多様な作品を掲載している。

## 連載作品
- 彼女のカレラGT3（麻宮騎亜）
- 劇画狼のエクストリームマンガコンテスト（劇画狼）
- 世界忌産（横尾公敏）
- 星デミ＋（松本ゆうす）
- 本田鹿の子の本棚（佐藤将）
- ろりめし〜おかわり!〜（猫間ことみつ）

## 連載終了作品
- 赤い遺髪（倉馬奈未）
- アゲぽよエージェントぽよ子!（鈴木倫）
- 秋葉原は滅亡しました（シナリオ：仁藤砂雨、作画：湧井想太）
- あさひごはん（小池田マヤ）
- アネゲー!! -俺の姉ちゃんがスマホゲームのモンスターになった件-（えすえふ）
- イチから教えて！First Love Lesson.（原案：浅葉りな、作画：NeCCo）
- うちの困ったさん（野波ツナ）
- 干支天使チアラット（中川ホメオパシー）
- おかっぱさん（珠月まや）
- おばあちゃんとシュークリーム（佐野こだま）
- 絆でぃーぷEMOTION!（郁魅デストロイ）
- キューマイ! 球場迷子（石田敦子）
- 銀ノ蝶（七伊ゆた）
- 禁欲天使（武若丸）
- Kちゃんねる（原作：伊計翼、作画：稲垣みさお）
- 劇画狼のエクストリームマンガ学園（劇画狼）
- ゲコとヨッパライ（花小金井正幸）
- ゲーセン散歩（花小金井正幸）
- 號鉄のジョニー（友美イチロウ）
- ごんげくん（ゲズンタイト）
- 水洗戦記タケル（佐藤将）
- サヨナラコウシエン（天久聖一）
- 修羅道少女めいちゃん（くまのぐり）
- スイーツ先生!（やんむら）
- SUPERどうぶつーズ（きくちゆうき）
- セレベスト織田信長-贅沢黙示録-（ジェントルメン中村）
- 戦国イレブン（岡村賢二）
- ゾンビな毎日（渡辺電機(株)）
- ちさと巡査、現場に急行せよ!!（橘芽生子）
- 恥的なリカちゃん（すどゼミ）
- 童貞の哲学（くぼたふみお）
- ときめきラノベ地獄（松羅弁当）
- ぬいぐるみのきもち（くぼたふみお）
- ねこ艦（ムラナコ）
- ねこ艦改（ムラナコ）
- ねこサバ!!（藤原芳秀）
- ネジモノ（中山昌亮）
- 発酵かあさん（加藤マユミ）
- はちみつタイム（作：片野朱理、画：よみち）
- ピーヨ（しちみ楼）
- ファッションビ○チ明乃ちゃん!（鈴木倫）
- 辺境酒場ぶらり飲み（藤木TDC×和泉晴紀）
- ぼくは、せんそうをしらない。（カメントツ）
- 星デミタス（松本ゆうす）
- 本当はゲスい日本昔ばなし（チエノワ）
- 魔装番長バンガイスト（霧隠サブロー）
- まり先生の心のお薬研究室（作画：おぐらおさむ、監修：湖池ゆか）
- まんが家さんの修羅場めし（奥原まむ）
- 漫画ルポ 中年童貞（原作：中村淳彦、漫画：桜壱バーゲン）
- 麺’sボーイズ（作：白川晶、画：フカキショウコ）
- 妄想神話コリドーマン（サガノヘルマー）
- 悶飯〜姫美川ルイの悶絶妄想飯〜（原作：フロッシュ、漫画：天堂まひる）
- やわらかだんし 〜ねこめくんのじゅうなん生活のすすめ〜（まやひろむ、監修：原幸夫、協力：フロッシュ）
- 妖怪ゲンダイ（坂入かつゆき）
- 妖怪ゲンダイDX（坂入かつゆき）
- 廊下者コリドラー（サガノヘルマー）
- 連続怪奇シリーズ 黄色い悪夢（黄島点心）
- ろりめし（猫間ことみつ）
- 私、オペ看なんですけど異世界で役に立ちますか?（人間まお）

## LEED Cafe comics
リイドカフェ連載作品のほか、おおかみ書房と提携し、『劇画狼のエクストリームマンガ学園』で紹介した作品の復刊も行っている。